# Locul fosilifer Credința
Locul fosilifer Credința (monument al naturii) este o arie protejată de interes național ce corespunde categoriei a III-a IUCN (rezervație naturală de tip paleontologic), situată în județul Constanța, pe teritoriul administrativ al comunei Chirnogeni.

## Localizare
Aria naturală se află în Podișul Negru Vodă, în partea central-sudică a județului Constanța, pe teritoriul vstic al satului Credința, în sud-estul Lacului Plopeni.

## Descriere
Rezervația naturală a fost declarată arie protejată prin Legea Nr.5 din 6 martie 2000, publicată în Monitorul Oficial al României, Nr.152 din 12 aprilie 2000 (privind aprobarea Planului de amenajare a teritoriului național Secțiunea a III-a - zone protejate) și se întinde pe o suprafață de 6 hectare.
Aria protejată reprezintă o zonă naturală (ce adăpostește specii vegetale de origine mediteraneană) din Podișul Dobrogean, în perimetrul căreia se află un afloriment (abrupt descoperit) constituit din conglomerate calcaroase, cu un conținut important de faună fosiliferă marină, atribuită cretacicului. 